# Грушино (Воронежская область)
Грушино — село в Верхнехавском районе Воронежской области.
Входит в состав Спасского сельского поселения.

## География

### Улицы
- ул. 50 лет Октября,
- ул. Олимпийская,
- ул. Школьная.

## Население
| 2000 | 2005 | 2010 |
| ---- | ---- | ---- |
| 231  | ↘199 | ↘124 |